# Schirrhoffen
Schirrhoffen je občina v departmaju Bas-Rhin francoske regije Alzacija.
Leta 1990 je v občini živelo 516 oseb oz. 819 oseb/km².